# Copa ATP 2022
La Copa ATP 2022 (en inglés ATP Cup 2022) fue la tercera y última edición del torneo de tenis masculino por equipos nacionales que se celebró en la ciudad de Sídney (Australia).

## Distribución de puntos
| Tipo         | Ranking  | Ronda       | Puntos ganados según el ranking del rival | Puntos ganados según el ranking del rival | Puntos ganados según el ranking del rival | Puntos ganados según el ranking del rival | Puntos ganados según el ranking del rival | Puntos ganados según el ranking del rival | Puntos ganados según el ranking del rival |
| Tipo         | Ranking  | Ronda       | N° 1–10                                   | N° 11–20                                  | N° 21–30                                  | N° 31–50                                  | N° 51–100                                 | N° 101–250                                | N° 251+                                   |
| ------------ | -------- | ----------- | ----------------------------------------- | ----------------------------------------- | ----------------------------------------- | ----------------------------------------- | ----------------------------------------- | ----------------------------------------- | ----------------------------------------- |
| Individuales | N° 1–250 | Final       | 220                                       | 180                                       | 140                                       | 100                                       | 75                                        | 45                                        | 30                                        |
| Individuales | N° 1–250 | Semifinales | 150                                       | 130                                       | 100                                       | 70                                        | 45                                        | 30                                        | 20                                        |
| Individuales | N° 1–250 | Round Robin | 75                                        | 65                                        | 50                                        | 35                                        | 25                                        | 20                                        | 15                                        |
| Individuales | N° 251+  | Final       | 55                                        | 55                                        | 55                                        | 55                                        | 55                                        | 45                                        | 30                                        |
| Individuales | N° 251+  | Semifinales | 45                                        | 45                                        | 45                                        | 45                                        | 45                                        | 30                                        | 20                                        |
| Individuales | N° 251+  | Round Robin | 25                                        | 25                                        | 25                                        | 25                                        | 25                                        | 15                                        | 10                                        |
| Dobles       | Dobles   | Final       | 100                                       | 100                                       | 100                                       | 100                                       | 100                                       | 100                                       | 100                                       |
| Dobles       | Dobles   | Semifinales | 75                                        | 75                                        | 75                                        | 75                                        | 75                                        | 75                                        | 75                                        |
| Dobles       | Dobles   | Round Robin | 50                                        | 50                                        | 50                                        | 50                                        | 50                                        | 50                                        | 50                                        |

## Clasificación
Quince países se clasificaron para la Copa ATP, según el Ranking ATP de su jugador de individuales N°1, el 6 de diciembre de 2021, y su compromiso de jugar el evento. El país anfitrión, Australia, recibió una Wild Card. Suiza se retiró como país clasificado después de que Roger Federer, decimosegundo clasificado, se retirara del evento debido a una lesión en la rodilla.
| #       | País           | Jugador N°1           | Rank | Jugador N°2          | Rank | Jugador N°3             | Jugador N°4          | Jugador N°5        |
| ------- | -------------- | --------------------- | ---- | -------------------- | ---- | ----------------------- | -------------------- | ------------------ |
| 1       | Serbia         | Dušan Lajović         | 33   | Filip Krajinović     | 42   | Nikola Čačić            | Matej Sabanov        |                    |
| 2       | Rusia          | Daniil Medvédev       | 2    | Román Safiulin       | 167  | Evgeny Karlovskiy       |                      |                    |
| 3       | Alemania       | Alexander Zverev      | 3    | Jan-Lennard Struff   | 51   | Yannick Hanfmann        | Kevin Krawietz       | Tim Puetz          |
| 4       | Grecia         | Stefanos Tsitsipas    | 4    | Michail Pervolarakis | 425  | Petros Tsitsipas        | Markos Kalovelonis   | Aristotelis Thanos |
| 5       | Italia         | Matteo Berrettini     | 7    | Jannik Sinner        | 10   | Lorenzo Sonego          | Simone Bolelli       | Fabio Fognini      |
| 6       | Noruega        | Casper Ruud           | 8    | Viktor Durasovic     | 343  | Lukas Hellum Lilleengen | Leyton Rivera        | Andreja Petrovic   |
| 7       | Polonia        | Hubert Hurkacz        | 9    | Kamil Majchrzak      | 115  | Kacper Żuk              | Jan Zieliński        | Szymon Walków      |
| 8       | Canadá         | Félix Auger-Aliassime | 11   | Denis Shapovalov     | 14   | Brayden Schnur          | Steven Diez          |                    |
| 9       | Reino Unido    | Cameron Norrie        | 12   | Daniel Evans         | 25   | Liam Broady             | Joe Salisbury        | Jamie Murray       |
| 10      | Argentina      | Diego Schwartzman     | 13   | Federico Delbonis    | 44   | Máximo González         | Andrés Molteni       |                    |
| 11      | Chile          | Christian Garín       | 17   | Alejandro Tabilo     | 139  | Tomás Barrios           |                      |                    |
| 12      | España         | Roberto Bautista      | 19   | Pablo Carreño        | 20   | Albert Ramos            | Alejandro Davidovich | Pedro Martínez     |
| 13      | Georgia        | Nikoloz Basilashvili  | 22   | Aleksandre Metreveli | 569  | Aleksandre Bakshi       | Zura Tkemaladze      | Saba Purtseladze   |
| 14      | Estados Unidos | Taylor Fritz          | 23   | John Isner           | 24   | Brandon Nakashima       | Rajeev Ram           |                    |
| 15 (WC) | Australia      | Álex de Miñaur        | 34   | James Duckworth      | 49   | Max Purcell             | John Peers           | Luke Saville       |
| 16      | Francia        | Ugo Humbert           | 35   | Arthur Rinderknech   | 58   | Édouard Roger-Vasselin  | Fabrice Martin       |                    |

## Retiradas después de la fecha límite de inscripción
| País    | Jugador        | Ranking | Ref   |
| ------- | -------------- | ------- | ----- |
| Serbia  | Novak Djokovic | 1       | [ 1 ] |
| Rusia   | Andrey Rublev  | 5       | [ 2 ] |
| Austria | Dominic Thiem  | 15      | [ 3 ] |

- Las clasificaciones son al 20 de diciembre de 2021.

## Fase de grupos
El sorteo de la ATP Cup se celebró el 7 de diciembre de 2021. Los 16 equipos se dividieron en cuatro grupos de cuatro equipos cada uno en un formato de todos contra todos. Los ganadores de cada grupo se clasificarán para las semifinales.

### Grupo A
| Pos. | Países  | Puntos | Partidos | Sets  | Juegos |
| ---- | ------- | ------ | -------- | ----- | ------ |
| 1    | España  | 3-0    | 8-1      | 17-3  | 107-71 |
| 2    | Chile   | 2-1    | 4-5      | 10-12 | 86-88  |
| 3    | Serbia  | 1-2    | 4-5      | 9-12  | 85-88  |
| 4    | Noruega | 0-3    | 2-7      | 5-14  | 75-106 |

| | Bandera de Chile  | Chile                                 | 0  | 3  | España | Bandera de España |
| --- | ----------------- | ------------------------------------- | -- | -- | ------ | ----------------- |
| Ken Rosewall Arena 1 de enero de 2022 1ª sesión (10:00 AEST) |                   |                                       |    |    |        |                   |
| \| 1 \| \| Alejandro Tabilo \| 4 \| 64 \| \| \| 1 \| \| Pablo Carreño \| 6 \| 7 \| \| \| 2 \| \| Christian Garín \| 0 \| 3 \| \| \| 2 \| \| Roberto Bautista \| 6 \| 6 \| \| \| 3 \| \| Tomás Barrios / Alejandro Tabilo \| 63 \| 6 \| [7] \| \| 3 \| \| Alejandro Davidovich / Pedro Martínez \| 7 \| 4 \| [10] \| |                   |                                       |    |    |        |                   |
| 1 | Bandera de Chile  | Alejandro Tabilo                      | 4  | 64 |        |                   |
| 1 | Bandera de España | Pablo Carreño                         | 6  | 7  |        |                   |
| 2 | Bandera de Chile  | Christian Garín                       | 0  | 3  |        |                   |
| 2 | Bandera de España | Roberto Bautista                      | 6  | 6  |        |                   |
| 3 | Bandera de Chile  | Tomás Barrios / Alejandro Tabilo      | 63 | 6  | [7]    |                   |
| 3 | Bandera de España | Alejandro Davidovich / Pedro Martínez | 7  | 4  | [10]   |                   |

| 1 | Bandera de Chile  | Alejandro Tabilo                      | 4  | 64 |      |
| 1 | Bandera de España | Pablo Carreño                         | 6  | 7  |      |
| 2 | Bandera de Chile  | Christian Garín                       | 0  | 3  |      |
| 2 | Bandera de España | Roberto Bautista                      | 6  | 6  |      |
| 3 | Bandera de Chile  | Tomás Barrios / Alejandro Tabilo      | 63 | 6  | [7]  |
| 3 | Bandera de España | Alejandro Davidovich / Pedro Martínez | 7  | 4  | [10] |

| | Bandera de Serbia  | Serbia                          | 2  | 1 | Noruega | Bandera de Noruega |
| --- | ------------------ | ------------------------------- | -- | - | ------- | ------------------ |
| Ken Rosewall Arena 1 de enero de 2022 2ª sesión (17:30 AEST) |                    |                                 |    |   |         |                    |
| \| 1 \| \| Filip Krajinović \| 6 \| 7 \| \| \| 1 \| \| Viktor Durasovic \| 2 \| 5 \| \| \| 2 \| \| Dušan Lajović \| 3 \| 5 \| \| \| 2 \| \| Casper Ruud \| 6 \| 7 \| \| \| 3 \| \| Nikola Čačić / Filip Krajinović \| 7 \| 6 \| \| \| 3 \| \| Viktor Durasovic / Casper Ruud \| 63 \| 3 \| \| |                    |                                 |    |   |         |                    |
| 1 | Bandera de Serbia  | Filip Krajinović                | 6  | 7 |         |                    |
| 1 | Bandera de Noruega | Viktor Durasovic                | 2  | 5 |         |                    |
| 2 | Bandera de Serbia  | Dušan Lajović                   | 3  | 5 |         |                    |
| 2 | Bandera de Noruega | Casper Ruud                     | 6  | 7 |         |                    |
| 3 | Bandera de Serbia  | Nikola Čačić / Filip Krajinović | 7  | 6 |         |                    |
| 3 | Bandera de Noruega | Viktor Durasovic / Casper Ruud  | 63 | 3 |         |                    |

| 1 | Bandera de Serbia  | Filip Krajinović                | 6  | 7 |  |
| 1 | Bandera de Noruega | Viktor Durasovic                | 2  | 5 |  |
| 2 | Bandera de Serbia  | Dušan Lajović                   | 3  | 5 |  |
| 2 | Bandera de Noruega | Casper Ruud                     | 6  | 7 |  |
| 3 | Bandera de Serbia  | Nikola Čačić / Filip Krajinović | 7  | 6 |  |
| 3 | Bandera de Noruega | Viktor Durasovic / Casper Ruud  | 63 | 3 |  |

| | Bandera de Noruega | Noruega                                    | 0 | 3  | España | Bandera de España |
| --- | ------------------ | ------------------------------------------ | - | -- | ------ | ----------------- |
| Qudos Bank Arena 3 de enero de 2022 1ª sesión (10:00 AEST) |                    |                                            |   |    |        |                   |
| \| 1 \| \| Viktor Durasovic \| 3 \| 3 \| \| \| 1 \| \| Pablo Carreño \| 6 \| 6 \| \| \| 2 \| \| Casper Ruud \| 4 \| 64 \| \| \| 2 \| \| Roberto Bautista \| 6 \| 7 \| \| \| 3 \| \| Lukas Hellum Lilleengen / Andreja Petrovic \| 4 \| 1 \| \| \| 3 \| \| Alejandro Davidovich / Pedro Martínez \| 6 \| 6 \| \| |                    |                                            |   |    |        |                   |
| 1 | Bandera de Noruega | Viktor Durasovic                           | 3 | 3  |        |                   |
| 1 | Bandera de España  | Pablo Carreño                              | 6 | 6  |        |                   |
| 2 | Bandera de Noruega | Casper Ruud                                | 4 | 64 |        |                   |
| 2 | Bandera de España  | Roberto Bautista                           | 6 | 7  |        |                   |
| 3 | Bandera de Noruega | Lukas Hellum Lilleengen / Andreja Petrovic | 4 | 1  |        |                   |
| 3 | Bandera de España  | Alejandro Davidovich / Pedro Martínez      | 6 | 6  |        |                   |

| 1 | Bandera de Noruega | Viktor Durasovic                           | 3 | 3  |  |
| 1 | Bandera de España  | Pablo Carreño                              | 6 | 6  |  |
| 2 | Bandera de Noruega | Casper Ruud                                | 4 | 64 |  |
| 2 | Bandera de España  | Roberto Bautista                           | 6 | 7  |  |
| 3 | Bandera de Noruega | Lukas Hellum Lilleengen / Andreja Petrovic | 4 | 1  |  |
| 3 | Bandera de España  | Alejandro Davidovich / Pedro Martínez      | 6 | 6  |  |

| | Bandera de Serbia | Serbia                           | 1 | 2 | Chile | Bandera de Chile |
| --- | ----------------- | -------------------------------- | - | - | ----- | ---------------- |
| Qudos Bank Arena 3 de enero de 2022 12 sesión (17:30 AEST) |                   |                                  |   |   |       |                  |
| \| 1 \| \| Filip Krajinović \| 6 \| 3 \| 7 \| \| 1 \| \| Alejandro Tabilo \| 4 \| 6 \| 65 \| \| 2 \| \| Dušan Lajović \| 6 \| 4 \| 0r \| \| 2 \| \| Christian Garín \| 4 \| 6 \| 3 \| \| 3 \| \| Nikola Čačić / Matej Sabanov \| 4 \| 6 \| [7] \| \| 3 \| \| Tomás Barrios / Alejandro Tabilo \| 6 \| 3 \| [10] \| |                   |                                  |   |   |       |                  |
| 1 | Bandera de Serbia | Filip Krajinović                 | 6 | 3 | 7     |                  |
| 1 | Bandera de Chile  | Alejandro Tabilo                 | 4 | 6 | 65    |                  |
| 2 | Bandera de Serbia | Dušan Lajović                    | 6 | 4 | 0r    |                  |
| 2 | Bandera de Chile  | Christian Garín                  | 4 | 6 | 3     |                  |
| 3 | Bandera de Serbia | Nikola Čačić / Matej Sabanov     | 4 | 6 | [7]   |                  |
| 3 | Bandera de Chile  | Tomás Barrios / Alejandro Tabilo | 6 | 3 | [10]  |                  |

| 1 | Bandera de Serbia | Filip Krajinović                 | 6 | 3 | 7    |
| 1 | Bandera de Chile  | Alejandro Tabilo                 | 4 | 6 | 65   |
| 2 | Bandera de Serbia | Dušan Lajović                    | 6 | 4 | 0r   |
| 2 | Bandera de Chile  | Christian Garín                  | 4 | 6 | 3    |
| 3 | Bandera de Serbia | Nikola Čačić / Matej Sabanov     | 4 | 6 | [7]  |
| 3 | Bandera de Chile  | Tomás Barrios / Alejandro Tabilo | 6 | 3 | [10] |

| | Bandera de Noruega | Noruega                          | 1 | 2  | Chile | Bandera de Chile |
| --- | ------------------ | -------------------------------- | - | -- | ----- | ---------------- |
| Ken Rosewall Arena 5 de enero de 2022 1ª sesión (10:00 AEST) |                    |                                  |   |    |       |                  |
| \| 1 \| \| Viktor Durasovic \| 1 \| 7 \| 1 \| \| 1 \| \| Alejandro Tabilo \| 6 \| 65 \| 6 \| \| 2 \| \| Casper Ruud \| 6 \| 6 \| \| \| 2 \| \| Christian Garín \| 4 \| 1 \| \| \| 3 \| \| Andreja Petrovic / Leyton Rivera \| 0 \| 4 \| \| \| 3 \| \| Tomás Barrios / Alejandro Tabilo \| 6 \| 6 \| \| |                    |                                  |   |    |       |                  |
| 1 | Bandera de Noruega | Viktor Durasovic                 | 1 | 7  | 1     |                  |
| 1 | Bandera de Chile   | Alejandro Tabilo                 | 6 | 65 | 6     |                  |
| 2 | Bandera de Noruega | Casper Ruud                      | 6 | 6  |       |                  |
| 2 | Bandera de Chile   | Christian Garín                  | 4 | 1  |       |                  |
| 3 | Bandera de Noruega | Andreja Petrovic / Leyton Rivera | 0 | 4  |       |                  |
| 3 | Bandera de Chile   | Tomás Barrios / Alejandro Tabilo | 6 | 6  |       |                  |

| 1 | Bandera de Noruega | Viktor Durasovic                 | 1 | 7  | 1 |
| 1 | Bandera de Chile   | Alejandro Tabilo                 | 6 | 65 | 6 |
| 2 | Bandera de Noruega | Casper Ruud                      | 6 | 6  |   |
| 2 | Bandera de Chile   | Christian Garín                  | 4 | 1  |   |
| 3 | Bandera de Noruega | Andreja Petrovic / Leyton Rivera | 0 | 4  |   |
| 3 | Bandera de Chile   | Tomás Barrios / Alejandro Tabilo | 6 | 6  |   |

| | Bandera de Serbia | Serbia                                | 1  | 2 | España | Bandera de España |
| --- | ----------------- | ------------------------------------- | -- | - | ------ | ----------------- |
| Ken Rosewall Arena 5 de enero de 2022 2ª sesión (17:30 AEST) |                   |                                       |    |   |        |                   |
| \| 1 \| \| Filip Krajinović \| 3 \| 4 \| \| \| \| 1 \| \| Pablo Carreño \| 6 \| 6 \| \| \| \| 2 \| \| Dušan Lajović \| 1 \| 4 \| \| \| \| 2 \| \| Roberto Bautista \| 6 \| 6 \| \| \| \| 3 \| \| Nikola Čačić / Matej Sabanov \| 65 \| 6 \| [10] \| \| \| 3 \| \| Alejandro Davidovich / Pedro Martínez \| 7 \| 3 \| [5] \| \| |                   |                                       |    |   |        |                   |
| 1 | Bandera de Serbia | Filip Krajinović                      | 3  | 4 |        |                   |
| 1 | Bandera de España | Pablo Carreño                         | 6  | 6 |        |                   |
| 2 | Bandera de Serbia | Dušan Lajović                         | 1  | 4 |        |                   |
| 2 | Bandera de España | Roberto Bautista                      | 6  | 6 |        |                   |
| 3 | Bandera de Serbia | Nikola Čačić / Matej Sabanov          | 65 | 6 | [10]   |                   |
| 3 | Bandera de España | Alejandro Davidovich / Pedro Martínez | 7  | 3 | [5]    |                   |

| 1 | Bandera de Serbia | Filip Krajinović                      | 3  | 4 |      |  |
| 1 | Bandera de España | Pablo Carreño                         | 6  | 6 |      |  |
| 2 | Bandera de Serbia | Dušan Lajović                         | 1  | 4 |      |  |
| 2 | Bandera de España | Roberto Bautista                      | 6  | 6 |      |  |
| 3 | Bandera de Serbia | Nikola Čačić / Matej Sabanov          | 65 | 6 | [10] |  |
| 3 | Bandera de España | Alejandro Davidovich / Pedro Martínez | 7  | 3 | [5]  |  |

### Grupo B
| Pos. | Países    | Puntos | Partidos | Sets | Juegos  |
| ---- | --------- | ------ | -------- | ---- | ------- |
| 1    | Rusia     | 3-0    | 7-2      | 15-8 | 120-107 |
| 2    | Australia | 2-1    | 4-5      | 9-12 | 96-100  |
| 3    | Italia    | 1-2    | 5-4      | 12-9 | 105-98  |
| 4    | Francia   | 0-3    | 2-7      | 8-15 | 106-122 |

| | Bandera de Rusia   | Rusia                                   | 2  | 1 | Francia | Bandera de Francia |
| --- | ------------------ | --------------------------------------- | -- | - | ------- | ------------------ |
| Ken Rosewall Arena 2 de enero de 2022 1ª sesión (10:00 AEST) |                    |                                         |    |   |         |                    |
| \| 1 \| \| Román Safiulin \| 2 \| 7 \| 6 \| \| 1 \| \| Arthur Rinderknech \| 6 \| 5 \| 3 \| \| 2 \| \| Daniil Medvédev \| 7 \| 5 \| 62 \| \| 2 \| \| Ugo Humbert \| 65 \| 7 \| 7 \| \| 3 \| \| Daniil Medvédev / Román Safiulin \| 6 \| 6 \| \| \| 3 \| \| Fabrice Martin / Édouard Roger-Vasselin \| 4 \| 4 \| \| |                    |                                         |    |   |         |                    |
| 1 | Bandera de Rusia   | Román Safiulin                          | 2  | 7 | 6       |                    |
| 1 | Bandera de Francia | Arthur Rinderknech                      | 6  | 5 | 3       |                    |
| 2 | Bandera de Rusia   | Daniil Medvédev                         | 7  | 5 | 62      |                    |
| 2 | Bandera de Francia | Ugo Humbert                             | 65 | 7 | 7       |                    |
| 3 | Bandera de Rusia   | Daniil Medvédev / Román Safiulin        | 6  | 6 |         |                    |
| 3 | Bandera de Francia | Fabrice Martin / Édouard Roger-Vasselin | 4  | 4 |         |                    |

| 1 | Bandera de Rusia   | Román Safiulin                          | 2  | 7 | 6  |
| 1 | Bandera de Francia | Arthur Rinderknech                      | 6  | 5 | 3  |
| 2 | Bandera de Rusia   | Daniil Medvédev                         | 7  | 5 | 62 |
| 2 | Bandera de Francia | Ugo Humbert                             | 65 | 7 | 7  |
| 3 | Bandera de Rusia   | Daniil Medvédev / Román Safiulin        | 6  | 6 |    |
| 3 | Bandera de Francia | Fabrice Martin / Édouard Roger-Vasselin | 4  | 4 |    |

| | Bandera de Italia    | Italia                             | 1 | 2  | Australia | Bandera de Australia |
| --- | -------------------- | ---------------------------------- | - | -- | --------- | -------------------- |
| Ken Rosewall Arena 2 de enero de 2022 2ª sesión (17:30 AEST) |                      |                                    |   |    |           |                      |
| \| 1 \| \| Jannik Sinner \| 6 \| 6 \| \| \| 1 \| \| Max Purcell \| 1 \| 3 \| \| \| 2 \| \| Matteo Berrettini \| 3 \| 64 \| \| \| 2 \| \| Álex de Miñaur \| 6 \| 7 \| \| \| 3 \| \| Matteo Berrettini / Simone Bolelli \| 3 \| 5 \| \| \| 3 \| \| John Peers / Luke Saville \| 6 \| 7 \| \| |                      |                                    |   |    |           |                      |
| 1 | Bandera de Italia    | Jannik Sinner                      | 6 | 6  |           |                      |
| 1 | Bandera de Australia | Max Purcell                        | 1 | 3  |           |                      |
| 2 | Bandera de Italia    | Matteo Berrettini                  | 3 | 64 |           |                      |
| 2 | Bandera de Australia | Álex de Miñaur                     | 6 | 7  |           |                      |
| 3 | Bandera de Italia    | Matteo Berrettini / Simone Bolelli | 3 | 5  |           |                      |
| 3 | Bandera de Australia | John Peers / Luke Saville          | 6 | 7  |           |                      |

| 1 | Bandera de Italia    | Jannik Sinner                      | 6 | 6  |  |
| 1 | Bandera de Australia | Max Purcell                        | 1 | 3  |  |
| 2 | Bandera de Italia    | Matteo Berrettini                  | 3 | 64 |  |
| 2 | Bandera de Australia | Álex de Miñaur                     | 6 | 7  |  |
| 3 | Bandera de Italia    | Matteo Berrettini / Simone Bolelli | 3 | 5  |  |
| 3 | Bandera de Australia | John Peers / Luke Saville          | 6 | 7  |  |

| | Bandera de Italia  | Italia                                  | 3 | 0  | Francia | Bandera de Francia |
| --- | ------------------ | --------------------------------------- | - | -- | ------- | ------------------ |
| Qudos Bank Arena 4 de enero de 2022 1ª sesión (10:00 AEST) |                    |                                         |   |    |         |                    |
| \| 1 \| \| Jannik Sinner \| 6 \| 7 \| \| \| 1 \| \| Arthur Rinderknech \| 3 \| 63 \| \| \| 2 \| \| Matteo Berrettini \| 6 \| 78 \| \| \| 2 \| \| Ugo Humbert \| 4 \| 6 \| \| \| 3 \| \| Matteo Berrettini / Jannik Sinner \| 6 \| 67 \| [10] \| \| 3 \| \| Fabrice Martin / Édouard Roger-Vasselin \| 3 \| 79 \| [8] \| |                    |                                         |   |    |         |                    |
| 1 | Bandera de Italia  | Jannik Sinner                           | 6 | 7  |         |                    |
| 1 | Bandera de Francia | Arthur Rinderknech                      | 3 | 63 |         |                    |
| 2 | Bandera de Italia  | Matteo Berrettini                       | 6 | 78 |         |                    |
| 2 | Bandera de Francia | Ugo Humbert                             | 4 | 6  |         |                    |
| 3 | Bandera de Italia  | Matteo Berrettini / Jannik Sinner       | 6 | 67 | [10]    |                    |
| 3 | Bandera de Francia | Fabrice Martin / Édouard Roger-Vasselin | 3 | 79 | [8]     |                    |

| 1 | Bandera de Italia  | Jannik Sinner                           | 6 | 7  |      |
| 1 | Bandera de Francia | Arthur Rinderknech                      | 3 | 63 |      |
| 2 | Bandera de Italia  | Matteo Berrettini                       | 6 | 78 |      |
| 2 | Bandera de Francia | Ugo Humbert                             | 4 | 6  |      |
| 3 | Bandera de Italia  | Matteo Berrettini / Jannik Sinner       | 6 | 67 | [10] |
| 3 | Bandera de Francia | Fabrice Martin / Édouard Roger-Vasselin | 3 | 79 | [8]  |

| | Bandera de Rusia     | Rusia                            | 3  | 0 | Australia | Bandera de Australia |
| --- | -------------------- | -------------------------------- | -- | - | --------- | -------------------- |
| Qudos Bank Arena 4 de enero de 2022 2ª sesión (17:30 AEST) |                      |                                  |    |   |           |                      |
| \| 1 \| \| Román Safiulin \| 78 \| 6 \| \| \| 1 \| \| James Duckworth \| 6 \| 4 \| \| \| 2 \| \| Daniil Medvédev \| 6 \| 6 \| \| \| 2 \| \| Álex de Miñaur \| 4 \| 2 \| \| \| 3 \| \| Daniil Medvédev / Román Safiulin \| 79 \| 3 \| [10] \| \| 3 \| \| John Peers / Luke Saville \| 67 \| 6 \| [6] \| |                      |                                  |    |   |           |                      |
| 1 | Bandera de Rusia     | Román Safiulin                   | 78 | 6 |           |                      |
| 1 | Bandera de Australia | James Duckworth                  | 6  | 4 |           |                      |
| 2 | Bandera de Rusia     | Daniil Medvédev                  | 6  | 6 |           |                      |
| 2 | Bandera de Australia | Álex de Miñaur                   | 4  | 2 |           |                      |
| 3 | Bandera de Rusia     | Daniil Medvédev / Román Safiulin | 79 | 3 | [10]      |                      |
| 3 | Bandera de Australia | John Peers / Luke Saville        | 67 | 6 | [6]       |                      |

| 1 | Bandera de Rusia     | Román Safiulin                   | 78 | 6 |      |
| 1 | Bandera de Australia | James Duckworth                  | 6  | 4 |      |
| 2 | Bandera de Rusia     | Daniil Medvédev                  | 6  | 6 |      |
| 2 | Bandera de Australia | Álex de Miñaur                   | 4  | 2 |      |
| 3 | Bandera de Rusia     | Daniil Medvédev / Román Safiulin | 79 | 3 | [10] |
| 3 | Bandera de Australia | John Peers / Luke Saville        | 67 | 6 | [6]  |

| | Bandera de Rusia  | Rusia                             | 2  | 1  | Italia | Bandera de Italia |
| --- | ----------------- | --------------------------------- | -- | -- | ------ | ----------------- |
| Ken Rosewall Arena 6 de enero de 2022 1ª sesión (10:00 AEST) |                   |                                   |    |    |        |                   |
| \| 1 \| \| Román Safiulin \| 6 \| 3 \| \| \| 1 \| \| Jannik Sinner \| 78 \| 6 \| \| \| 2 \| \| Daniil Medvédev \| 6 \| 65 \| 6 \| \| 2 \| \| Matteo Berrettini \| 2 \| 7 \| 4 \| \| 3 \| \| Daniil Medvédev / Román Safiulin \| 5 \| 6 \| [10] \| \| 3 \| \| Matteo Berrettini / Jannik Sinner \| 7 \| 4 \| [5] \| |                   |                                   |    |    |        |                   |
| 1 | Bandera de Rusia  | Román Safiulin                    | 6  | 3  |        |                   |
| 1 | Bandera de Italia | Jannik Sinner                     | 78 | 6  |        |                   |
| 2 | Bandera de Rusia  | Daniil Medvédev                   | 6  | 65 | 6      |                   |
| 2 | Bandera de Italia | Matteo Berrettini                 | 2  | 7  | 4      |                   |
| 3 | Bandera de Rusia  | Daniil Medvédev / Román Safiulin  | 5  | 6  | [10]   |                   |
| 3 | Bandera de Italia | Matteo Berrettini / Jannik Sinner | 7  | 4  | [5]    |                   |

| 1 | Bandera de Rusia  | Román Safiulin                    | 6  | 3  |      |
| 1 | Bandera de Italia | Jannik Sinner                     | 78 | 6  |      |
| 2 | Bandera de Rusia  | Daniil Medvédev                   | 6  | 65 | 6    |
| 2 | Bandera de Italia | Matteo Berrettini                 | 2  | 7  | 4    |
| 3 | Bandera de Rusia  | Daniil Medvédev / Román Safiulin  | 5  | 6  | [10] |
| 3 | Bandera de Italia | Matteo Berrettini / Jannik Sinner | 7  | 4  | [5]  |

| | Bandera de Francia   | Francia                                 | 1 | 2  | Australia | Bandera de Australia |
| --- | -------------------- | --------------------------------------- | - | -- | --------- | -------------------- |
| Ken Rosewall Arena 6 de enero de 2022 2ª sesión (17:30 AEST) |                      |                                         |   |    |           |                      |
| \| 1 \| \| Arthur Rinderknech \| 6 \| 78 \| \| \| 1 \| \| James Duckworth \| 4 \| 6 \| \| \| 2 \| \| Ugo Humbert \| 6 \| 62 \| 1 \| \| 2 \| \| Álex de Miñaur \| 3 \| 7 \| 6 \| \| 3 \| \| Fabrice Martin / Édouard Roger-Vasselin \| 2 \| 7 \| [9] \| \| 3 \| \| John Peers / Luke Saville \| 6 \| 5 \| [11] \| |                      |                                         |   |    |           |                      |
| 1 | Bandera de Francia   | Arthur Rinderknech                      | 6 | 78 |           |                      |
| 1 | Bandera de Australia | James Duckworth                         | 4 | 6  |           |                      |
| 2 | Bandera de Francia   | Ugo Humbert                             | 6 | 62 | 1         |                      |
| 2 | Bandera de Australia | Álex de Miñaur                          | 3 | 7  | 6         |                      |
| 3 | Bandera de Francia   | Fabrice Martin / Édouard Roger-Vasselin | 2 | 7  | [9]       |                      |
| 3 | Bandera de Australia | John Peers / Luke Saville               | 6 | 5  | [11]      |                      |

| 1 | Bandera de Francia   | Arthur Rinderknech                      | 6 | 78 |      |
| 1 | Bandera de Australia | James Duckworth                         | 4 | 6  |      |
| 2 | Bandera de Francia   | Ugo Humbert                             | 6 | 62 | 1    |
| 2 | Bandera de Australia | Álex de Miñaur                          | 3 | 7  | 6    |
| 3 | Bandera de Francia   | Fabrice Martin / Édouard Roger-Vasselin | 2 | 7  | [9]  |
| 3 | Bandera de Australia | John Peers / Luke Saville               | 6 | 5  | [11] |

### Grupo C
| Pos. | Países         | Puntos | Partidos | Sets  | Juegos  |
| ---- | -------------- | ------ | -------- | ----- | ------- |
| 1    | Canadá         | 2-1    | 4-5      | 9-12  | 100-108 |
| 2    | Reino Unido    | 2-1    | 5-4      | 11-9  | 97-94   |
| 3    | Alemania       | 1-2    | 4-5      | 10-11 | 96-108  |
| 4    | Estados Unidos | 1-2    | 5-4      | 12-10 | 117-100 |

| | Bandera de Canadá         | Canadá                                   | 0  | 3 | Estados Unidos | Bandera de Estados Unidos |
| --- | ------------------------- | ---------------------------------------- | -- | - | -------------- | ------------------------- |
| Qudos Bank Arena 2 de enero de 2022 1ª sesión (10:00 AEST) |                           |                                          |    |   |                |                           |
| \| 1 \| \| Brayden Schnur \| 1 \| 3 \| \| \| 1 \| \| John Isner \| 6 \| 6 \| \| \| 2 \| \| Félix Auger-Aliassime \| 78 \| 4 \| 4 \| \| 2 \| \| Taylor Fritz \| 6 \| 6 \| 6 \| \| 3 \| \| Félix Auger-Aliassime / Denis Shapovalov \| 4 \| 4 \| \| \| 3 \| \| Taylor Fritz / John Isner \| 6 \| 6 \| \| |                           |                                          |    |   |                |                           |
| 1 | Bandera de Canadá         | Brayden Schnur                           | 1  | 3 |                |                           |
| 1 | Bandera de Estados Unidos | John Isner                               | 6  | 6 |                |                           |
| 2 | Bandera de Canadá         | Félix Auger-Aliassime                    | 78 | 4 | 4              |                           |
| 2 | Bandera de Estados Unidos | Taylor Fritz                             | 6  | 6 | 6              |                           |
| 3 | Bandera de Canadá         | Félix Auger-Aliassime / Denis Shapovalov | 4  | 4 |                |                           |
| 3 | Bandera de Estados Unidos | Taylor Fritz / John Isner                | 6  | 6 |                |                           |

| 1 | Bandera de Canadá         | Brayden Schnur                           | 1  | 3 |   |
| 1 | Bandera de Estados Unidos | John Isner                               | 6  | 6 |   |
| 2 | Bandera de Canadá         | Félix Auger-Aliassime                    | 78 | 4 | 4 |
| 2 | Bandera de Estados Unidos | Taylor Fritz                             | 6  | 6 | 6 |
| 3 | Bandera de Canadá         | Félix Auger-Aliassime / Denis Shapovalov | 4  | 4 |   |
| 3 | Bandera de Estados Unidos | Taylor Fritz / John Isner                | 6  | 6 |   |

| | Bandera de Alemania     | Alemania                          | 1  | 2 | Reino Unido | Bandera del Reino Unido |
| --- | ----------------------- | --------------------------------- | -- | - | ----------- | ----------------------- |
| Qudos Bank Arena 2 de enero de 2022 2ª sesión (17:30 AEST) |                         |                                   |    |   |             |                         |
| \| 1 \| \| Jan-Lennard Struff \| 1 \| 2 \| \| \| 1 \| \| Daniel Evans \| 6 \| 6 \| \| \| 2 \| \| Alexander Zverev \| 7 \| 6 \| \| \| 2 \| \| Cameron Norrie \| 62 \| 1 \| \| \| 3 \| \| Kevin Krawietz / Alexander Zverev \| 3 \| 4 \| \| \| 3 \| \| Jamie Murray / Daniel Evans \| 6 \| 6 \| \| |                         |                                   |    |   |             |                         |
| 1 | Bandera de Alemania     | Jan-Lennard Struff                | 1  | 2 |             |                         |
| 1 | Bandera del Reino Unido | Daniel Evans                      | 6  | 6 |             |                         |
| 2 | Bandera de Alemania     | Alexander Zverev                  | 7  | 6 |             |                         |
| 2 | Bandera del Reino Unido | Cameron Norrie                    | 62 | 1 |             |                         |
| 3 | Bandera de Alemania     | Kevin Krawietz / Alexander Zverev | 3  | 4 |             |                         |
| 3 | Bandera del Reino Unido | Jamie Murray / Daniel Evans       | 6  | 6 |             |                         |

| 1 | Bandera de Alemania     | Jan-Lennard Struff                | 1  | 2 |  |
| 1 | Bandera del Reino Unido | Daniel Evans                      | 6  | 6 |  |
| 2 | Bandera de Alemania     | Alexander Zverev                  | 7  | 6 |  |
| 2 | Bandera del Reino Unido | Cameron Norrie                    | 62 | 1 |  |
| 3 | Bandera de Alemania     | Kevin Krawietz / Alexander Zverev | 3  | 4 |  |
| 3 | Bandera del Reino Unido | Jamie Murray / Daniel Evans       | 6  | 6 |  |

| | Bandera de Alemania       | Alemania                   | 2  | 1 | Estados Unidos | Bandera de Estados Unidos |
| --- | ------------------------- | -------------------------- | -- | - | -------------- | ------------------------- |
| Ken Rosewall Arena 4 de enero de 2022 1ª sesión (10:00 AEST) |                           |                            |    |   |                |                           |
| \| 1 \| \| Jan-Lennard Struff \| 79 \| 4 \| 7 \| \| 1 \| \| John Isner \| 67 \| 6 \| 5 \| \| 2 \| \| Alexander Zverev \| 6 \| 6 \| \| \| 2 \| \| Taylor Fritz \| 4 \| 4 \| \| \| 3 \| \| Kevin Krawietz / Tim Puetz \| 0 \| 3 \| \| \| 3 \| \| Taylor Fritz / John Isner \| 6 \| 6 \| \| |                           |                            |    |   |                |                           |
| 1 | Bandera de Alemania       | Jan-Lennard Struff         | 79 | 4 | 7              |                           |
| 1 | Bandera de Estados Unidos | John Isner                 | 67 | 6 | 5              |                           |
| 2 | Bandera de Alemania       | Alexander Zverev           | 6  | 6 |                |                           |
| 2 | Bandera de Estados Unidos | Taylor Fritz               | 4  | 4 |                |                           |
| 3 | Bandera de Alemania       | Kevin Krawietz / Tim Puetz | 0  | 3 |                |                           |
| 3 | Bandera de Estados Unidos | Taylor Fritz / John Isner  | 6  | 6 |                |                           |

| 1 | Bandera de Alemania       | Jan-Lennard Struff         | 79 | 4 | 7 |
| 1 | Bandera de Estados Unidos | John Isner                 | 67 | 6 | 5 |
| 2 | Bandera de Alemania       | Alexander Zverev           | 6  | 6 |   |
| 2 | Bandera de Estados Unidos | Taylor Fritz               | 4  | 4 |   |
| 3 | Bandera de Alemania       | Kevin Krawietz / Tim Puetz | 0  | 3 |   |
| 3 | Bandera de Estados Unidos | Taylor Fritz / John Isner  | 6  | 6 |   |

| | Bandera de Canadá       | Canadá                                   | 2  | 1 | Reino Unido | Bandera del Reino Unido |
| --- | ----------------------- | ---------------------------------------- | -- | - | ----------- | ----------------------- |
| Ken Rosewall Arena 4 de enero de 2022 2ª sesión (17:30 AEST) |                         |                                          |    |   |             |                         |
| \| 1 \| \| Denis Shapovalov \| 4 \| 4 \| \| \| 1 \| \| Daniel Evans \| 6 \| 6 \| \| \| 2 \| \| Félix Auger-Aliassime \| 7 \| 6 \| \| \| 2 \| \| Cameron Norrie \| 64 \| 3 \| \| \| 3 \| \| Félix Auger-Aliassime / Denis Shapovalov \| 6 \| 6 \| \| \| 3 \| \| Jamie Murray / Joe Salisbury \| 4 \| 1 \| \| |                         |                                          |    |   |             |                         |
| 1 | Bandera de Canadá       | Denis Shapovalov                         | 4  | 4 |             |                         |
| 1 | Bandera del Reino Unido | Daniel Evans                             | 6  | 6 |             |                         |
| 2 | Bandera de Canadá       | Félix Auger-Aliassime                    | 7  | 6 |             |                         |
| 2 | Bandera del Reino Unido | Cameron Norrie                           | 64 | 3 |             |                         |
| 3 | Bandera de Canadá       | Félix Auger-Aliassime / Denis Shapovalov | 6  | 6 |             |                         |
| 3 | Bandera del Reino Unido | Jamie Murray / Joe Salisbury             | 4  | 1 |             |                         |

| 1 | Bandera de Canadá       | Denis Shapovalov                         | 4  | 4 |  |
| 1 | Bandera del Reino Unido | Daniel Evans                             | 6  | 6 |  |
| 2 | Bandera de Canadá       | Félix Auger-Aliassime                    | 7  | 6 |  |
| 2 | Bandera del Reino Unido | Cameron Norrie                           | 64 | 3 |  |
| 3 | Bandera de Canadá       | Félix Auger-Aliassime / Denis Shapovalov | 6  | 6 |  |
| 3 | Bandera del Reino Unido | Jamie Murray / Joe Salisbury             | 4  | 1 |  |

| | Bandera del Reino Unido   | Reino Unido                 | 2  | 1  | Estados Unidos | Bandera de Estados Unidos |
| --- | ------------------------- | --------------------------- | -- | -- | -------------- | ------------------------- |
| Qudos Bank Arena 6 de enero de 2022 1ª sesión (10:00 AEST) |                           |                             |    |    |                |                           |
| \| 1 \| \| Daniel Evans \| 6 \| 7 \| \| \| 1 \| \| John Isner \| 4 \| 63 \| \| \| 2 \| \| Cameron Norrie \| 64 \| 6 \| 1 \| \| 2 \| \| Taylor Fritz \| 7 \| 3 \| 6 \| \| 3 \| \| Daniel Evans / Jamie Murray \| 63 \| 7 \| [10] \| \| 3 \| \| Taylor Fritz / John Isner \| 7 \| 5 \| [8] \| |                           |                             |    |    |                |                           |
| 1 | Bandera del Reino Unido   | Daniel Evans                | 6  | 7  |                |                           |
| 1 | Bandera de Estados Unidos | John Isner                  | 4  | 63 |                |                           |
| 2 | Bandera del Reino Unido   | Cameron Norrie              | 64 | 6  | 1              |                           |
| 2 | Bandera de Estados Unidos | Taylor Fritz                | 7  | 3  | 6              |                           |
| 3 | Bandera del Reino Unido   | Daniel Evans / Jamie Murray | 63 | 7  | [10]           |                           |
| 3 | Bandera de Estados Unidos | Taylor Fritz / John Isner   | 7  | 5  | [8]            |                           |

| 1 | Bandera del Reino Unido   | Daniel Evans                | 6  | 7  |      |
| 1 | Bandera de Estados Unidos | John Isner                  | 4  | 63 |      |
| 2 | Bandera del Reino Unido   | Cameron Norrie              | 64 | 6  | 1    |
| 2 | Bandera de Estados Unidos | Taylor Fritz                | 7  | 3  | 6    |
| 3 | Bandera del Reino Unido   | Daniel Evans / Jamie Murray | 63 | 7  | [10] |
| 3 | Bandera de Estados Unidos | Taylor Fritz / John Isner   | 7  | 5  | [8]  |

| | Bandera de Alemania | Alemania                     | 1  | 2 | Canadá | Bandera de Canadá |
| --- | ------------------- | ---------------------------- | -- | - | ------ | ----------------- |
| Qudos Bank Arena 6 de enero de 2022 2ª sesión (17:30 AEST) |                     |                              |    |   |        |                   |
| \| 1 \| \| Jan-Lennard Struff \| 65 \| 6 \| 3 \| \| 1 \| \| Denis Shapovalov \| 7 \| 4 \| 6 \| \| 2 \| \| Alexander Zverev \| 4 \| 6 \| 3 \| \| 2 \| \| Félix Auger-Aliassime \| 6 \| 4 \| 6 \| \| 3 \| \| Kevin Krawietz / Tim Puetz \| 6 \| 6 \| \| \| 3 \| \| Brayden Schnur / Steven Diez \| 3 \| 4 \| \| |                     |                              |    |   |        |                   |
| 1 | Bandera de Alemania | Jan-Lennard Struff           | 65 | 6 | 3      |                   |
| 1 | Bandera de Canadá   | Denis Shapovalov             | 7  | 4 | 6      |                   |
| 2 | Bandera de Alemania | Alexander Zverev             | 4  | 6 | 3      |                   |
| 2 | Bandera de Canadá   | Félix Auger-Aliassime        | 6  | 4 | 6      |                   |
| 3 | Bandera de Alemania | Kevin Krawietz / Tim Puetz   | 6  | 6 |        |                   |
| 3 | Bandera de Canadá   | Brayden Schnur / Steven Diez | 3  | 4 |        |                   |

| 1 | Bandera de Alemania | Jan-Lennard Struff           | 65 | 6 | 3 |
| 1 | Bandera de Canadá   | Denis Shapovalov             | 7  | 4 | 6 |
| 2 | Bandera de Alemania | Alexander Zverev             | 4  | 6 | 3 |
| 2 | Bandera de Canadá   | Félix Auger-Aliassime        | 6  | 4 | 6 |
| 3 | Bandera de Alemania | Kevin Krawietz / Tim Puetz   | 6  | 6 |   |
| 3 | Bandera de Canadá   | Brayden Schnur / Steven Diez | 3  | 4 |   |

### Grupo D
| Pos. | Países    | Puntos | Partidos | Sets | Juegos |
| ---- | --------- | ------ | -------- | ---- | ------ |
| 1    | Polonia   | 3-0    | 8-1      | 17-4 | 117-68 |
| 2    | Argentina | 2-1    | 6-3      | 12-8 | 104-77 |
| 3    | Grecia    | 1-2    | 3-6      | 9-13 | 70-93  |
| 4    | Georgia   | 0-3    | 1-8      | 4-17 | 47-100 |

| | Bandera de Argentina | Argentina                          | 3 | 0 | Georgia | Bandera de Georgia |
| --- | -------------------- | ---------------------------------- | - | - | ------- | ------------------ |
| Qudos Bank Arena 1 de enero de 2022 1ª sesión (10:00 AEST) |                      |                                    |   |   |         |                    |
| \| 1 \| \| Federico Delbonis \| 6 \| 6 \| \| \| 1 \| \| Aleksandre Metreveli \| 1 \| 2 \| \| \| 2 \| \| Diego Schwartzman \| 6 \| 6 \| \| \| 2 \| \| Nikoloz Basilashvili \| 1 \| 2 \| \| \| 3 \| \| Máximo González / Andrés Molteni \| 6 \| 6 \| \| \| 3 \| \| Saba Purtseladze / Zura Tkemaladze \| 1 \| 2 \| \| |                      |                                    |   |   |         |                    |
| 1 | Bandera de Argentina | Federico Delbonis                  | 6 | 6 |         |                    |
| 1 | Bandera de Georgia   | Aleksandre Metreveli               | 1 | 2 |         |                    |
| 2 | Bandera de Argentina | Diego Schwartzman                  | 6 | 6 |         |                    |
| 2 | Bandera de Georgia   | Nikoloz Basilashvili               | 1 | 2 |         |                    |
| 3 | Bandera de Argentina | Máximo González / Andrés Molteni   | 6 | 6 |         |                    |
| 3 | Bandera de Georgia   | Saba Purtseladze / Zura Tkemaladze | 1 | 2 |         |                    |

| 1 | Bandera de Argentina | Federico Delbonis                  | 6 | 6 |  |
| 1 | Bandera de Georgia   | Aleksandre Metreveli               | 1 | 2 |  |
| 2 | Bandera de Argentina | Diego Schwartzman                  | 6 | 6 |  |
| 2 | Bandera de Georgia   | Nikoloz Basilashvili               | 1 | 2 |  |
| 3 | Bandera de Argentina | Máximo González / Andrés Molteni   | 6 | 6 |  |
| 3 | Bandera de Georgia   | Saba Purtseladze / Zura Tkemaladze | 1 | 2 |  |

| | Bandera de Grecia  | Grecia                                    | 1 | 2 | Polonia | Bandera de Polonia |
| --- | ------------------ | ----------------------------------------- | - | - | ------- | ------------------ |
| Qudos Bank Arena 1 de enero de 2022 2ª sesión (17:30 AEST) |                    |                                           |   |   |         |                    |
| \| 1 \| \| Michail Pervolarakis \| 1 \| 4 \| \| \| 1 \| \| Kamil Majchrzak \| 6 \| 6 \| \| \| 2 \| \| Aristotelis Thanos \| 1 \| 2 \| \| \| 2 \| \| Hubert Hurkacz \| 6 \| 6 \| \| \| 3 \| \| Michail Pervolarakis / Stefanos Tsitsipas \| 6 \| 5 \| [10] \| \| 3 \| \| Hubert Hurkacz / Jan Zieliński \| 4 \| 7 \| [8] \| |                    |                                           |   |   |         |                    |
| 1 | Bandera de Grecia  | Michail Pervolarakis                      | 1 | 4 |         |                    |
| 1 | Bandera de Polonia | Kamil Majchrzak                           | 6 | 6 |         |                    |
| 2 | Bandera de Grecia  | Aristotelis Thanos                        | 1 | 2 |         |                    |
| 2 | Bandera de Polonia | Hubert Hurkacz                            | 6 | 6 |         |                    |
| 3 | Bandera de Grecia  | Michail Pervolarakis / Stefanos Tsitsipas | 6 | 5 | [10]    |                    |
| 3 | Bandera de Polonia | Hubert Hurkacz / Jan Zieliński            | 4 | 7 | [8]     |                    |

| 1 | Bandera de Grecia  | Michail Pervolarakis                      | 1 | 4 |      |
| 1 | Bandera de Polonia | Kamil Majchrzak                           | 6 | 6 |      |
| 2 | Bandera de Grecia  | Aristotelis Thanos                        | 1 | 2 |      |
| 2 | Bandera de Polonia | Hubert Hurkacz                            | 6 | 6 |      |
| 3 | Bandera de Grecia  | Michail Pervolarakis / Stefanos Tsitsipas | 6 | 5 | [10] |
| 3 | Bandera de Polonia | Hubert Hurkacz / Jan Zieliński            | 4 | 7 | [8]  |

| | Bandera de Polonia | Polonia                             | 3  | 0 | Georgia | Bandera de Georgia |
| --- | ------------------ | ----------------------------------- | -- | - | ------- | ------------------ |
| Ken Rosewall Arena 3 de enero de 2022 1ª sesión (10:00 AEST) |                    |                                     |    |   |         |                    |
| \| 1 \| \| Kamil Majchrzak \| 6 \| 6 \| \| \| 1 \| \| Aleksandre Bakshi \| 1 \| 1 \| \| \| 2 \| \| Hubert Hurkacz \| 65 \| 6 \| 6 \| \| 2 \| \| Aleksandre Metreveli \| 7 \| 3 \| 1 \| \| 3 \| \| Szymon Walków / Jan Zieliński \| 62 \| 6 \| [10] \| \| 3 \| \| Aleksandre Bakshi / Zura Tkemaladze \| 7 \| 2 \| [6] \| |                    |                                     |    |   |         |                    |
| 1 | Bandera de Polonia | Kamil Majchrzak                     | 6  | 6 |         |                    |
| 1 | Bandera de Georgia | Aleksandre Bakshi                   | 1  | 1 |         |                    |
| 2 | Bandera de Polonia | Hubert Hurkacz                      | 65 | 6 | 6       |                    |
| 2 | Bandera de Georgia | Aleksandre Metreveli                | 7  | 3 | 1       |                    |
| 3 | Bandera de Polonia | Szymon Walków / Jan Zieliński       | 62 | 6 | [10]    |                    |
| 3 | Bandera de Georgia | Aleksandre Bakshi / Zura Tkemaladze | 7  | 2 | [6]     |                    |

| 1 | Bandera de Polonia | Kamil Majchrzak                     | 6  | 6 |      |
| 1 | Bandera de Georgia | Aleksandre Bakshi                   | 1  | 1 |      |
| 2 | Bandera de Polonia | Hubert Hurkacz                      | 65 | 6 | 6    |
| 2 | Bandera de Georgia | Aleksandre Metreveli                | 7  | 3 | 1    |
| 3 | Bandera de Polonia | Szymon Walków / Jan Zieliński       | 62 | 6 | [10] |
| 3 | Bandera de Georgia | Aleksandre Bakshi / Zura Tkemaladze | 7  | 2 | [6]  |

| | Bandera de Grecia    | Grecia                                | 0  | 3 | Argentina | Bandera de Argentina |
| --- | -------------------- | ------------------------------------- | -- | - | --------- | -------------------- |
| Ken Rosewall Arena 3 de enero de 2022 2ª sesión (17:30 AEST) |                      |                                       |    |   |           |                      |
| \| 1 \| \| Michail Pervolarakis \| 65 \| 1 \| \| \| 1 \| \| Federico Delbonis \| 7 \| 6 \| \| \| 2 \| \| Stefanos Tsitsipas \| 7 \| 3 \| 3 \| \| 2 \| \| Diego Schwartzman \| 65 \| 6 \| 6 \| \| 3 \| \| Markos Kalovelonis / Petros Tsitsipas \| 3 \| 6 \| [9] \| \| 3 \| \| Máximo González / Andrés Molteni \| 6 \| 4 \| [11] \| |                      |                                       |    |   |           |                      |
| 1 | Bandera de Grecia    | Michail Pervolarakis                  | 65 | 1 |           |                      |
| 1 | Bandera de Argentina | Federico Delbonis                     | 7  | 6 |           |                      |
| 2 | Bandera de Grecia    | Stefanos Tsitsipas                    | 7  | 3 | 3         |                      |
| 2 | Bandera de Argentina | Diego Schwartzman                     | 65 | 6 | 6         |                      |
| 3 | Bandera de Grecia    | Markos Kalovelonis / Petros Tsitsipas | 3  | 6 | [9]       |                      |
| 3 | Bandera de Argentina | Máximo González / Andrés Molteni      | 6  | 4 | [11]      |                      |

| 1 | Bandera de Grecia    | Michail Pervolarakis                  | 65 | 1 |      |
| 1 | Bandera de Argentina | Federico Delbonis                     | 7  | 6 |      |
| 2 | Bandera de Grecia    | Stefanos Tsitsipas                    | 7  | 3 | 3    |
| 2 | Bandera de Argentina | Diego Schwartzman                     | 65 | 6 | 6    |
| 3 | Bandera de Grecia    | Markos Kalovelonis / Petros Tsitsipas | 3  | 6 | [9]  |
| 3 | Bandera de Argentina | Máximo González / Andrés Molteni      | 6  | 4 | [11] |

| | Bandera de Polonia   | Polonia                          | 3  | 0  | Argentina | Bandera de Argentina |
| --- | -------------------- | -------------------------------- | -- | -- | --------- | -------------------- |
| Qudos Bank Arena 5 de enero de 2022 1ª sesión (10:00 AEST) |                      |                                  |    |    |           |                      |
| \| 1 \| \| Kamil Majchrzak \| 6 \| 7 \| \| \| 1 \| \| Federico Delbonis \| 3 \| 63 \| \| \| 2 \| \| Hubert Hurkacz \| 6 \| 6 \| \| \| 2 \| \| Diego Schwartzman \| 1 \| 4 \| \| \| 3 \| \| Szymon Walków / Jan Zieliński \| 7 \| 7 \| \| \| 3 \| \| Máximo González / Andrés Molteni \| 64 \| 65 \| \| |                      |                                  |    |    |           |                      |
| 1 | Bandera de Polonia   | Kamil Majchrzak                  | 6  | 7  |           |                      |
| 1 | Bandera de Argentina | Federico Delbonis                | 3  | 63 |           |                      |
| 2 | Bandera de Polonia   | Hubert Hurkacz                   | 6  | 6  |           |                      |
| 2 | Bandera de Argentina | Diego Schwartzman                | 1  | 4  |           |                      |
| 3 | Bandera de Polonia   | Szymon Walków / Jan Zieliński    | 7  | 7  |           |                      |
| 3 | Bandera de Argentina | Máximo González / Andrés Molteni | 64 | 65 |           |                      |

| 1 | Bandera de Polonia   | Kamil Majchrzak                  | 6  | 7  |  |
| 1 | Bandera de Argentina | Federico Delbonis                | 3  | 63 |  |
| 2 | Bandera de Polonia   | Hubert Hurkacz                   | 6  | 6  |  |
| 2 | Bandera de Argentina | Diego Schwartzman                | 1  | 4  |  |
| 3 | Bandera de Polonia   | Szymon Walków / Jan Zieliński    | 7  | 7  |  |
| 3 | Bandera de Argentina | Máximo González / Andrés Molteni | 64 | 65 |  |

| | Bandera de Grecia  | Grecia                                   | 2 | 1    | Georgia | Bandera de Georgia |
| --- | ------------------ | ---------------------------------------- | - | ---- | ------- | ------------------ |
| Qudos Bank Arena 5 de enero de 2022 2ª sesión (17:30 AEST) |                    |                                          |   |      |         |                    |
| \| 1 \| \| Michail Pervolarakis \| 6 \| 6 \| \| \| 1 \| \| Aleksandre Metreveli \| 3 \| 2 \| \| \| 2 \| \| Stefanos Tsitsipas \| 4 \| \| \| \| 2 \| \| Nikoloz Basilashvili \| 1 \| ret. \| \| \| 3 \| \| Aristotelis Thanos / Petros Tsitsipas \| 6 \| 3 \| [14] \| \| 3 \| \| Aleksandre Bakshi / Aleksandre Metreveli \| 4 \| 6 \| [16] \| |                    |                                          |   |      |         |                    |
| 1 | Bandera de Grecia  | Michail Pervolarakis                     | 6 | 6    |         |                    |
| 1 | Bandera de Georgia | Aleksandre Metreveli                     | 3 | 2    |         |                    |
| 2 | Bandera de Grecia  | Stefanos Tsitsipas                       | 4 |      |         |                    |
| 2 | Bandera de Georgia | Nikoloz Basilashvili                     | 1 | ret. |         |                    |
| 3 | Bandera de Grecia  | Aristotelis Thanos / Petros Tsitsipas    | 6 | 3    | [14]    |                    |
| 3 | Bandera de Georgia | Aleksandre Bakshi / Aleksandre Metreveli | 4 | 6    | [16]    |                    |

| 1 | Bandera de Grecia  | Michail Pervolarakis                     | 6 | 6    |      |
| 1 | Bandera de Georgia | Aleksandre Metreveli                     | 3 | 2    |      |
| 2 | Bandera de Grecia  | Stefanos Tsitsipas                       | 4 |      |      |
| 2 | Bandera de Georgia | Nikoloz Basilashvili                     | 1 | ret. |      |
| 3 | Bandera de Grecia  | Aristotelis Thanos / Petros Tsitsipas    | 6 | 3    | [14] |
| 3 | Bandera de Georgia | Aleksandre Bakshi / Aleksandre Metreveli | 4 | 6    | [16] |

## Fase eliminatoria

### Rondas finales
|  | Semifinales    | Semifinales    | Semifinales    |        |        | Final      | Final      | Final      |  |
|  | 7 y 8 de enero | 7 y 8 de enero | 7 y 8 de enero |        |        | 9 de enero | 9 de enero | 9 de enero |  |
|  |                |                |                |        |        |            |            |            |  |
|  |                |                |                |        |        |            |            |            |  |
|  | España         | España         | 2              |        |        |            |            |            |  |
|  | España         | España         | 2              |        |        |            |            |            |  |
|  | Polonia        | Polonia        | 1              |        |        |            |            |            |  |
|  | Polonia        | Polonia        | 1              |        | España | España     | 0          |            |  |
|  |                |                |                |        | España | España     | 0          |            |  |
|  |                |                | Canadá         | Canadá | 2      |            |            |            |  |
|  | Canadá         | Canadá         | Canadá         | Canadá | 2      | 2          |            |            |  |
|  | Canadá         | Canadá         |                |        |        | 2          |            |            |  |
|  | Rusia          | Rusia          | 1              |        |        |            |            |            |  |
|  | Rusia          | Rusia          | 1              |        |        |            |            |            |  |
|  |                |                |                |        |        |            |            |            |  |

### Semifinales
| | Bandera de España  | España                              | 2  | 1 | Polonia | Bandera de Polonia |
| --- | ------------------ | ----------------------------------- | -- | - | ------- | ------------------ |
| Ken Rosewall Arena 7 de enero de 2022 1ª sesión (17:30 AEST) |                    |                                     |    |   |         |                    |
| \| 1 \| \| Pablo Carreño \| 6 \| 6 \| \| \| 1 \| \| Jan Zieliński \| 2 \| 1 \| \| \| 2 \| \| Roberto Bautista \| 78 \| 2 \| 7 \| \| 2 \| \| Hubert Hurkacz \| 6 \| 6 \| 65 \| \| 3 \| \| Alejandro Davidovich / Albert Ramos \| 6 \| 3 \| [6] \| \| 3 \| \| Szymon Walków / Jan Zieliński \| 4 \| 6 \| [10] \| |                    |                                     |    |   |         |                    |
| 1 | Bandera de España  | Pablo Carreño                       | 6  | 6 |         |                    |
| 1 | Bandera de Polonia | Jan Zieliński                       | 2  | 1 |         |                    |
| 2 | Bandera de España  | Roberto Bautista                    | 78 | 2 | 7       |                    |
| 2 | Bandera de Polonia | Hubert Hurkacz                      | 6  | 6 | 65      |                    |
| 3 | Bandera de España  | Alejandro Davidovich / Albert Ramos | 6  | 3 | [6]     |                    |
| 3 | Bandera de Polonia | Szymon Walków / Jan Zieliński       | 4  | 6 | [10]    |                    |

| | Bandera de Canadá | Canadá                                   | 2 | 1 | Rusia | Bandera de Rusia |
| --- | ----------------- | ---------------------------------------- | - | - | ----- | ---------------- |
| Ken Rosewall Arena 8 de enero de 2022 1ª sesión (13:00 AEST) |                   |                                          |   |   |       |                  |
| \| 1 \| \| Denis Shapovalov \| 6 \| 5 \| 6 \| \| 1 \| \| Román Safiulin \| 4 \| 7 \| 4 \| \| 2 \| \| Félix Auger-Aliassime \| 4 \| 0 \| \| \| 2 \| \| Daniil Medvédev \| 6 \| 6 \| \| \| 3 \| \| Félix Auger-Aliassime / Denis Shapovalov \| 4 \| 7 \| [10] \| \| 3 \| \| Daniil Medvédev / Román Safiulin \| 6 \| 5 \| [7] \| |                   |                                          |   |   |       |                  |
| 1 | Bandera de Canadá | Denis Shapovalov                         | 6 | 5 | 6     |                  |
| 1 | Bandera de Rusia  | Román Safiulin                           | 4 | 7 | 4     |                  |
| 2 | Bandera de Canadá | Félix Auger-Aliassime                    | 4 | 0 |       |                  |
| 2 | Bandera de Rusia  | Daniil Medvédev                          | 6 | 6 |       |                  |
| 3 | Bandera de Canadá | Félix Auger-Aliassime / Denis Shapovalov | 4 | 7 | [10]  |                  |
| 3 | Bandera de Rusia  | Daniil Medvédev / Román Safiulin         | 6 | 5 | [7]   |                  |

### Final
| | Bandera de España | España                                   | 0         | 2 | Canadá | Bandera de Canadá |
| --- | ----------------- | ---------------------------------------- | --------- | - | ------ | ----------------- |
| Ken Rosewall Arena 9 de enero de 2022 1ª sesión (17:30 AEST) |                   |                                          |           |   |        |                   |
| \| 1 \| \| Pablo Carreño \| 4 \| 3 \| \| \| 1 \| \| Denis Shapovalov \| 6 \| 6 \| \| \| 2 \| \| Roberto Bautista \| 63 \| 3 \| \| \| 2 \| \| Félix Auger-Aliassime \| 7 \| 6 \| \| \| 3 \| \| Alejandro Davidovich / Pedro Martínez \| No \| \| \| \| 3 \| \| Félix Auger-Aliassime / Denis Shapovalov \| disputado \| \| \| |                   |                                          |           |   |        |                   |
| 1 | Bandera de España | Pablo Carreño                            | 4         | 3 |        |                   |
| 1 | Bandera de Canadá | Denis Shapovalov                         | 6         | 6 |        |                   |
| 2 | Bandera de España | Roberto Bautista                         | 63        | 3 |        |                   |
| 2 | Bandera de Canadá | Félix Auger-Aliassime                    | 7         | 6 |        |                   |
| 3 | Bandera de España | Alejandro Davidovich / Pedro Martínez    | No        |   |        |                   |
| 3 | Bandera de Canadá | Félix Auger-Aliassime / Denis Shapovalov | disputado |   |        |                   |